# La Unión (Copán)
Pour les articles homonymes, voir La Unión.
La Unión est une municipalité du Honduras, située dans le département de Copán.

## Composition
Fondée en 1894, la municipalité de La Unión comprend 9 villages et 85 hameaux.
| Code   | Villages                              |
| ------ | ------------------------------------- |
| 041201 | La Unión (cabecera del municipio)     |
| 041202 | Azacualpa                             |
| 041203 | El Corpus (Anteriormente El Coyolito) |
| 041204 | El Junco                              |
| 041205 | El Trigo                              |
| 041206 | La Arena                              |
| 041207 | Las Minas de San Andrés               |
| 041208 | San Miguel                            |
| 041209 | Santa Cruz                            |

## Historique
Ses premiers habitants seraient venus de la zone de Sensenti, dans le département d'Ocotepeque pour se consacrer à l'agriculture.
La municipalité de La Unióna été créée par décret le 14 novembre 1894 par le gouvernement politique du département de Copán.

## Personnalités liées à la commune
- Bernabé Alvarado Robles (1828-1928), pédagogue.
- Ernesto Alvarado García (es) (1904-1972), avocat, professeur, juriste, historien et homme politique.

## Crédit d'auteurs
- (es) Cet article est partiellement ou en totalité issu de l’article de Wikipédia en espagnol intitulé « La Unión (Copán) » (voir la liste des auteurs).